# World Flora Online
World Flora Online, viết tắt: WFO) là bản trích yếu trực tuyến dựa trên Internet của các loài thực vật trên toàn thế giới.

## Mô tả
WFO là một cơ sở dữ liệu truy cập mở, được ra mắt vào tháng 10 năm 2012 như một dự án theo sau dự án The Plant List (TPL), với mục đích xuất bản một thực vật chí trực tuyến của tất cả các loài thực vật được biết đến trên toàn thế giới vào năm 2020. Đây là một dự án của Công ước về Đa dạng sinh học (CBD) của Liên Hiệp Quốc, với mục tiêu ngăn chặn tình trạng mất mát các loài thực vật trên toàn thế giới vào năm 2020. Nó được phát triển bởi một nhóm hợp tác các viện nghiên cứu trên toàn thế giới, phản ứng với Mục tiêu 1 được cập nhật của Chiến lược Bảo tồn Thực vật Toàn cầu 2011-2020 (GSPC): tạo ra "một thực vật chí trực tuyến của tất cả các loài thực vật đã được biết đến".
Một thực vật chí truy cập được xem là yêu cầu cơ bản đối với bảo tồn thực vật. Nó cung cấp một cơ sở để đạt được và giám sát các mục tiêu khác của chiến lược. Mục tiêu trước đó của GSPC đã được đạt được vào năm 2010 với Danh lục thực vật toàn cầu. WFO được lập ra vào năm 2012 bởi một nhóm ban đầu gồm bốn viện nghiên cứu: Missouri Botanical Garden, New York Botanical Garden, Royal Botanic Garden Edinburgh và Royal Botanic Gardens, Kew. Tổng cộng có 36 viện nghiên cứu tham gia đóng góp.